# Leskea flaccida
Leskea flaccida là một loài Rêu trong họ Leskeaceae. Loài này được Brid. mô tả khoa học đầu tiên năm 1827.